# Банвил
Банвил (фр. Banville) насеље је и општина у северној Француској у региону Доња Нормандија, у департману Калвадос која припада префектури Баје.
По подацима из 2011. године у општини је живело 668 становника, а густина насељености је износила 142,74 становника/km². Општина се простире на површини од 4,68 km². Налази се на средњој надморској висини од 25 метара (максималној 53 m, а минималној 2 m).

## Демографија
| 1962. | 1968. | 1975. | 1982. | 1990. | 1999. | 2011. |
| ----- | ----- | ----- | ----- | ----- | ----- | ----- |
| 356   | 382   | 407   | 475   | 514   | 585   | 668   |

График промене броја становника у току последњих година